# 秋田市立下北手小学校
秋田市立下北手小学校（あきたしりつしもきたてしょうがっこう）は、秋田県秋田市下北手松崎字谷崎にあった公立小学校。

## 沿革

### 年表
（特記以外の出典：）
- 1875年（明治8年） - 柳館学校創立。
- 1891年（明治24年） - 下北手尋常小学校に改称する。
- 1900年（明治33年） - 下北手東尋常小学校と下北手西尋常小学校に分離する。
- 1923年（大正12年） - 東西両校が合併し、下北手尋常高等小学校に改称する。
- 1929年（昭和4年） - 南秋田郡下北手村柳館字前田面134番地（現在の秋田ワークセンター所在地）に新校舎が落成する。
- 1935年（昭和10年） - 校歌制定。
- 1954年（昭和29年） - 秋田市立下北手小学校に改称する。
- 1962年（昭和37年） - 完全給食を実施する。
- 1975年（昭和50年） - プール完成。創立100周年記念式典を挙行する。
- 1981年（昭和56年） - 下北手松崎の現在地に校舎新築落成。
- 1985年（昭和60年） - 校舎増築落成。
- 1992年（平成4年） - 新プール完成。
- 1993年（平成5年） - 体育館を増築、コンピュータを導入。
- 1994年（平成6年） - ドッジボール選手権秋田大会で準優勝。
- 1996年（平成8年） - 全日本健康推進学校中央審査で秋田県代表に選出される。
- 2004年（平成16年） - グラウンド改良工事を実施。
- 2009年（平成21年） - 秋田市花だんコンクールで特別優秀賞を受賞。
- 2011年（平成23年） - 花と緑のあるまちづくりを進める緑化コンクールで優秀賞を受賞。
- 2013年（平成25年） - 下水道直結工事を実施、浄化槽を撤去。
- 2018年（平成30年） - 応急給水栓を設置。
- 2024年（令和6年）11月2日 - 閉校記念式典挙行[3][4]。
- 2025年（令和7年）
  - 3月31日 - 閉校。
  - 4月 - 秋田市立太平小学校とともに廃校[5]。統合先は秋田市立広面小学校となる[5]。

## 教育目標
（出典：）
はばたけ！やなぎっ子

### めざす子どもの姿
- 相手を思いやる子ども（徳）
- よく考え、ねばり強く学ぶ子ども（知）
- 心も体も元気な子ども（体）

### めざす教師の姿
- 子どもの心に寄り添う教師
- 学ぶ意欲を高め、語り合い、探求する教師
- 心身ともに健康で明るい教師
- 子ども・保護者・地域・同僚との絆を大切にする教師

## 学校行事
（出典：）
| - 4月 新任式 始業式 入学式 - 5月 開校記念日 1年生を迎える会 - 6月 修学旅行（6年） 持久走大会 - 7月 全校PTA - 8月 夏休み作品展 - 9月 地区民体育祭 | - 10月 持久走大会 前学期終業式 後学期始業式 - 11月 学習発表会 - 12月 - 1月 - 2月 6年生を送る会 - 3月 卒業証書授与式 修了式 離任式 |

## 通学区域
秋田市下北手地域の全域、ただし以下を除く
- 下北手桜字桜、字袖ノ沢、字蛭沢、字宮ヶ沢 - 秋田市立桜小学校区
- 下北手松崎字家ノ前97番地 - 秋田市立広面小学校区

## 進学先中学校
- 秋田市立城東中学校

## 学区内の主な施設
- ノースアジア大学
  - 秋田看護福祉大学秋田キャンパス
  - 秋田栄養短期大学
  - ノースアジア大学明桜高等学校
- 歓喜寺
- 秋田自動車道秋田中央インターチェンジ

## 交通
- 秋田中央トランスポート 秋田市マイタウン・バス下北手線「谷崎入口」バス停より徒歩6分（フリー乗降区間内）
- 秋田中央交通松崎団地線「松崎」バス停より徒歩16分